# Casa al carrer Catalunya, 4 (el Rourell)
La Casa al carrer Catalunya, 4 és una obra del Rourell (Alt Camp) inclosa a l'Inventari del Patrimoni Arquitectònic de Catalunya. Va perdre els elements modernistes en una reforma.

## Descripció
Edifici entre mitgeres arrebossat i amb els emmarcaments pintats per una franja blanca.
L'element més destacat de la façana és una barana situada sobre el portal d'entrada. En el marc blanc de la porta d'entrada hi ha una decoració floral pintada i l'any 1916. La barana està situada al balcó del primer pis de la casa. Està formada per barrots de ferro verticals que a la part inferior es corben. Dues franges horitzontals als límits superior i inferior presenten ferros entrellaçats formant un dibuix, i a la part mitja dels barrots hi ha, soldats, petits estels de ferro. Està pintada de color argent.

## Història
Les característiques tipològiques de l'edifici on es troba la barana fan pensar que la data del 1916 que apareix a la porta d'accés correspon a un moment de reforma en el qual s'hauria procedit a la remodelació de la façana (pintures i barana).